# Zoogamia
La zoogamia (detta anche impollinazione zoofila) è una forma di impollinazione per mezzo della quale il polline viene trasferito dagli animali, solitamente da invertebrati ma in alcuni casi vertebrati (in particolare uccelli e pipistrelli). L'impollinazione è definita come il trasferimento di polline dall'antera allo stigma.
Esistono molti vettori per l'impollinazione, inclusi quelli abiotici (vento e acqua) e biotici (animali). Ci sono vantaggi e svantaggi associati a qualsiasi vettore. L'uso dell'impollinazione animale è vantaggiosa perché il processo è più diretto e spesso porta all'impollinazione; allo stesso tempo è costoso per la pianta produrre “ricompense”, come il nettare, per attirare gli animali impollinatori. Non produrre tali ricompense è uno dei vantaggi dell'utilizzo di impollinatori abiotici, ma un costo associato a questo approccio è che il polline può essere distribuito in modo più casuale.
Le specie zoofile hanno spesso evoluto meccanismi per rendersi più attraenti per il particolare tipo di impollinatore, ad esempio mostrano fiori dai colori vivaci, o nettare profumato e forme e motivi accattivanti. Queste relazioni pianta-animale sono spesso reciprocamente vantaggiose a causa della fonte di cibo fornita in cambio dell'impollinazione.
In generale, l'impollinazione da parte degli animali avviene dopo aver raggiunto l'interno dei fiori per il nettare; mentre si nutre del nettare, l'animale strofina o tocca gli stami ed è ricoperto di polline. Parte di questo polline si depositerà sullo stigma del prossimo fiore che visiterà, impollinando il fiore.